# جيمجيبانغ

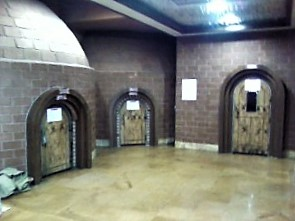
غرفة جيمجيبانغ.

جيمجيبانغ هو عبارة عن حمام عام كبير منفصلة للجنسين في كوريا الجنوبية، مجهزة بأحواض استحمام ساخنة، دشات، غرف ساونا وطاولات للتدليك. في مناطق أخرى من المبنى أو في طوابق أخرى، توجد مناطق للجنسين، عادةً مع مطعم للوجبات الخفيفة، أرضية مدفئة للتسكع والنوم، أجهزة تلفزيون بشاشات عريضة، غرف للتمارين الرياضية، غرف ثلجية، غرف ملح مدفأة وأماكن للنوم مع أسرّة بطابقين أو حصائر للنوم.
معظم الجيمجيبانغ مفتوحة على مدار 24 ساعة وهي وجهة شهيرة لقضاء عطلة نهاية الأسبوع للعائلات الكورية الجنوبية. خلال الأسبوع، يقيم العديد من الرجال الكوريين الجنوبيين الكادحين، الذين تعيش عائلاتهم خارج المدينة لتوفير التكاليف في الجيمجيبانغ طوال الليل بعد العمل أو الشرب مع زملاء العمل في وقت متأخر من الليل. تبلغ التكلفة حوالي 8000-12000 وون للدخول، ويمكن للفرد النوم طوال الليل والاستمتاع بالحمام والساونا.